# Elizabeth Alda
Elizabeth Alda (20 de agosto de 1960) es una actriz estadounidense que apareció en dos películas, incluyendo The Four Seasons con su hermana Beatrice y la versión en televisión. Es hija de Alan y Arlene Alda.